# Amstrad Mega PC
Amstrad Mega PC je spoj igraće konzole Sega Mega Drive i osobnog računala Amstrad PC. Ovaj stroj je proizvodila britanska tvrtka Amstrad s dozvolom od japanske tvrtke Sega, i na tržište je izašlo 1993. godine. Igraća konzola imala je odvojenu tiskanu ploču od matične ploče računala, i bilo je tako spojeno da je dijelilo izlaz za zvuk i za zaslon.